# Ярок (Словакия)
Ярок (словац. Jarok; венг. Üreg) — деревня в западной части Словакии района Нитра одноименного края.
Расположена в 64 км от столицы страны Братиславы и в 9 км к юго-западу от административного центра края г. Нитры.
Население — 2046 человек (по состоянию на 31 декабря 2020), состоит, примерно, на 99 % из словаков.

## История
Впервые упоминается в документах в 1113 году как Эриг, поместье Зоборского аббатства. После 1363 года деревней владело епископство Нейтры. Во время турецких войн несколько раз подвергалось разорению, например, в 1601 году, когда оно было полностью сожжено. После Первой мировой войны крупные церковные владения были частично разделены, а в 1948 году полностью конфискованы государством.
В деревне находится основное передающее устройство Словацкой телерадиовещательной компании, самый мощный радиовещательный комплекс Словакии.

## Население
| Год:                | 1994 | 2004    | 2014     | 2024     |
| ------------------- | ---- | ------- | -------- | -------- |
| Количество человек: | 1794 | 1767    | 1947     | 2143     |
| Разница:            |      | −1,50 % | +10,18 % | +10,06 % |

## Достопримечательности

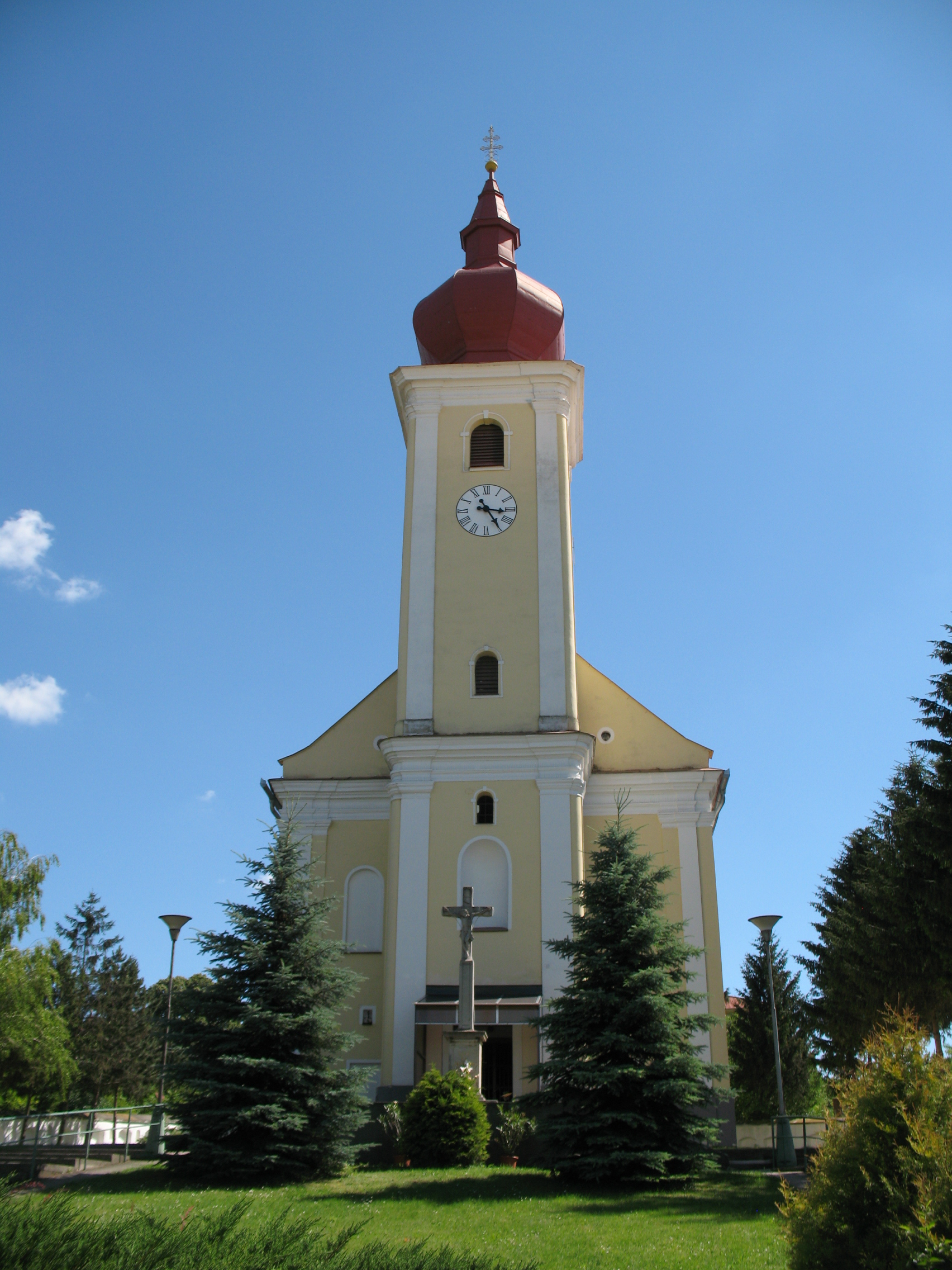
Римско-католическая церковь Святого Мартина

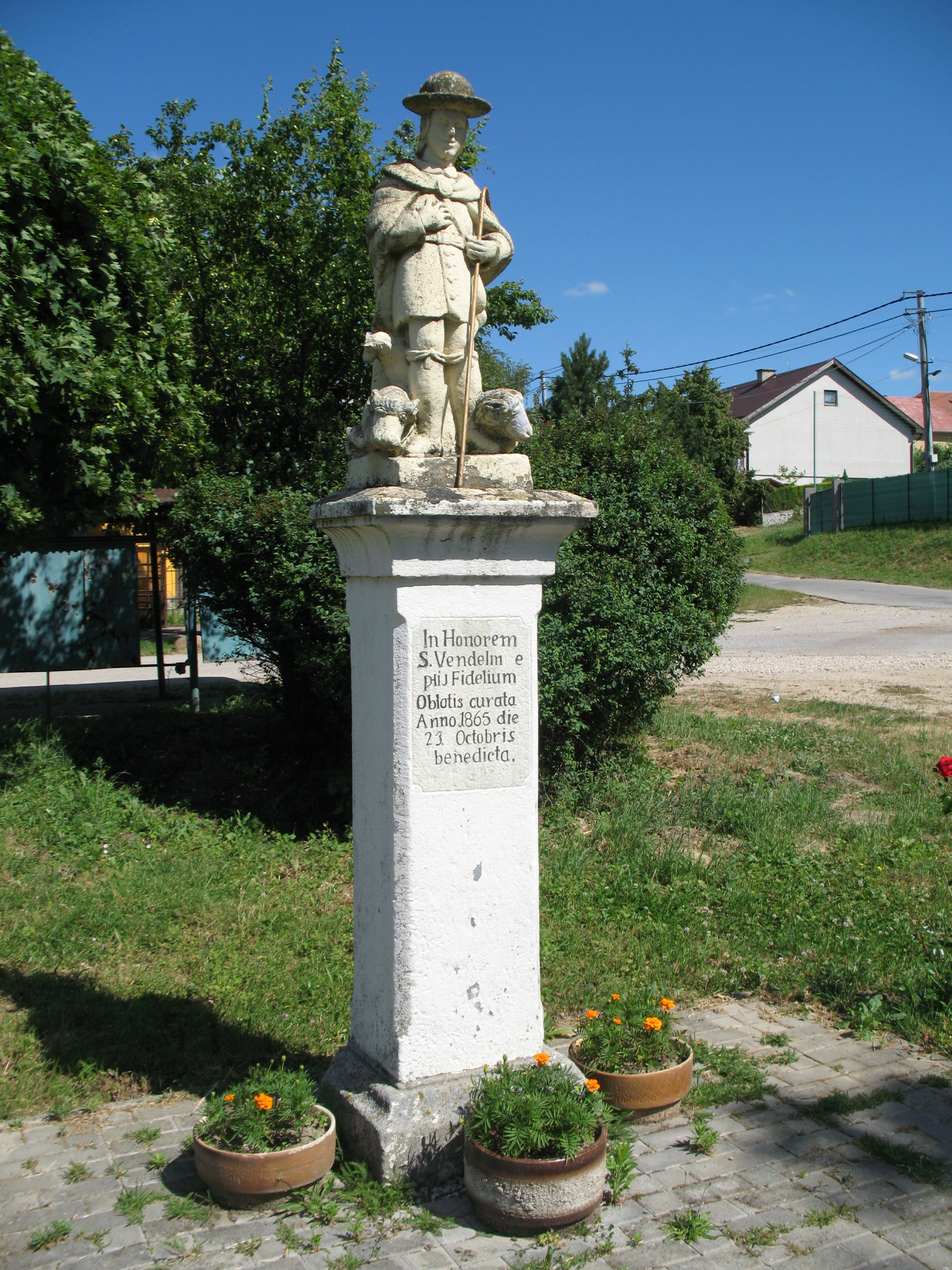
Статуя Святого Венделина

- Барочная Римско-католическая церковь Святого Мартина 1723 г., построенная на месте более старой церкви; фундамент церкви относится к рубежу 16 и 17 веков; вся территория охраняется как национальный памятник культуры.